# Wout Bastiaens
Wout Bastiaens (Zoerle-Parwijs, 30 maart 1994) is een Belgische voetballer. Hij is een verdediger en speelt sinds 2012 voor Oud-Heverlee Leuven.

## Carrière
Wout Bastiaens sloot zich op 6-jarige leeftijd aan bij de jeugdopleiding van KVC Westerlo. Zo'n 10 jaar later tekende de verdediger zijn eerste profcontract bij de eersteklasser. Toen Westerlo een jaar later degradeerde, maakte Bastiaens de overstap naar Oud-Heverlee Leuven.
Op 18 mei 2013 maakte Bastiaens zijn officieel debuut voor OH Leuven. In de terugwedstrijd van de finale van play-off II mocht hij tegen AA Gent door de afwezigheid van de geblesseerde Ludovic Buysens en de geschorste Robson meteen in de basiself  starten.

## Statistieken
| Seizoen | Club                | Competitie         | Wed. | Goals |
| ------- | ------------------- | ------------------ | ---- | ----- |
| 2011/12 | KVC Westerlo        | Jupiler Pro League | 0    | 0     |
| 2012/14 | Oud-Heverlee Leuven | Jupiler Pro League | 2    | 0     |
| TOTAAL  | TOTAAL              | TOTAAL             | 0    | 0     |

Bijgewerkt op 18-05-2013
1 Leysen ·
3 Shlomo ·
5 Ngawa ·
6 Dom ·
7 Thorsteinsson ·
8 Schrijvers ·
9 Brunes ·
10 Holzhauser ·
11 Banzuzi ·
13 Kiyine ·
14 Ricca ·
15 N'Dri ·
16 Prévot ·
17 Mueanta ·
18 Miguel ·
20 Mendyl ·
21 Opoku ·
22 Calut ·
23 Schingtienne ·
28 Pletinckx ·
33 Maertens  ·
37 Taildeman ·
38 Ravet ·
43 Nsingi ·
52 Sagrado ·
77 Vlietinck ·
88 Maziz ·
Coach: García